# Nukleáris holokauszt
A nukleáris vagy atomholokauszt alatt az emberi civilizáció teljes és legnagyobb mértékű megsemmisítését értjük. Ezt a politikai jelszót mindenekelőtt az 1980-as években, az akkori NSZK-ban használták. Kifejezte az akkori szuperhatalmak, az USA és a Szovjetunió közötti hidegháborús fegyverkezési verseny beláthatatlan következményeitől való félelmet. A holokauszt fogalom az 1980-as években a német nyelvterületeken még nem az európai zsidók teljes megsemmisítését jelentette.

## Történelmi előfordulása
A fogalmat Erich Fromm már 1961-ben használta: az Oroszország, Németország, Kína – Észrevételek a külpolitikához című tanulmányában írt arról a reményéről, hogy a hidegháborús fegyverkezési verseny atomholokausztként való végződése egyre valószínűtlenebb.
Ez a kifejezés a Szövetségi Németországban jelszóként különösen az 1980-as években a békemozgalom terjedésében és a tömegmédiában volt használatos. Példaképp Karl-Heinz Janßen nyilatkozott 1980-ban egy Zeit-cikkben arról, hogy az 1962-es kubai rakétaválság idején „mindkét világhatalom a nukleáris holokauszt szélére sodródott”.
Az 1980-as évek politikai vitáit a NATO úgynevezett kettős határozata erősen befolyásolta. Ehhez jött az USA akkori elnöke, Ronald Reagan biztonsági és külpolitikájával szembeni aggodalom, amely széles körben terjedt a polgári körökben. Amerika szovjetuniós főtárgyalóját, Paul Nitze-t 1983-ban egy Spiegel-interjúban kérdezték: „A következő háború, ha egyáltalán lesz, tehát egy nukleáris holokauszt lesz?”
A Kelet-Nyugat konfliktus befejezése és az atomleszerelés ahhoz vezetett, hogy a fogalom mögött álló fenyegetés megszűnt.

## Fordítás
- Ez a szócikk részben vagy egészben  a   Nuklearer Holocaust című német Wikipédia-szócikk ezen változatának fordításán alapul.  Az eredeti cikk szerkesztőit annak laptörténete sorolja fel. Ez a jelzés csupán a megfogalmazás eredetét és a szerzői jogokat jelzi, nem szolgál a cikkben szereplő információk forrásmegjelöléseként.